# Луговое (Теренкольский район)
Луговое (каз. Луговое) — село в Теренкольском районе Павлодарской области Казахстана. Входит в состав сельского округа Береговой. Код КАТО — 554835300.

## Население
В 1999 году население села составляло 105 человек (55 мужчин и 50 женщин). По данным переписи 2009 года, в селе проживало 59 человек (33 мужчины и 26 женщин).